# Harry Sibthorpe Barlow

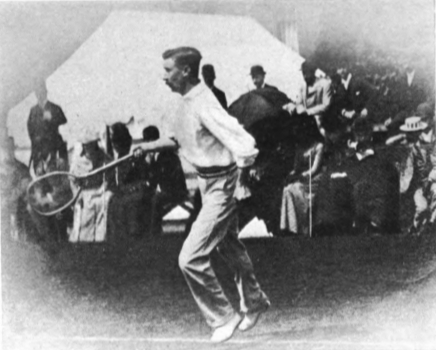
Barlow (1890)

Harold „Harry“ Sibthorpe Barlow (* 5. April 1860 in London; † 16. Juli 1917 ebenda) war ein englischer Tennisspieler.
Barlow nahm von 1883 bis 1900 an Tennisturnieren teil. Bei den Wimbledon Championships 1889 erreichte er das Finale des All-Comers-Wettbewerbs, verlor dort allerdings gegen William Renshaw, nachdem er vier Matchbälle vergeben hatte. Im Jahr darauf verlor er erneut das All-Comers-Finale, diesmal gegen Willoughby Hamilton. 1892 gewann er den Doppelwettbewerb an der Seite von Ernest Lewis. Barlows Strategie war das Serve-and-Volley-Spiel.
Barlow starb 1917 im Alter von 57 Jahren im Londoner Stadtteil Kennington.